# The Way (singel)
„The Way” – drugi singel amerykańskiego zespołu Fastball, który został wydany w 1997 roku przez Hollywood Records. Pierwszy singel z albumu All the Pain Money Can Buy.

## Lista utworów
- CD singel (1997)[2]

1. „The Way” (Radio Edit) – 4:08
2. „Are You Ready for the Fallout?” – 3:15

- CD – maxi singel (24 lutego 1998)[1]

1. „The Way” (Radio Edit) – 4:08
2. „Are You Ready for the Fallout?” – 3:15
3. „Freeloader Freddy” – 3:09

## Notowania na listach przebojów
| Kraj/Region     | Lista (1998)    | Najwyższa pozycja | Certyfikat |
| --------------- | --------------- | ----------------- | ---------- |
| Szwecja         | Top 60 Singles  | 7                 |            |
| Australia       | Top 100 Singles | 14                | złoto      |
| Norwegia        | Top 20 Singles  | 15                |            |
| Wielka Brytania | Singles Top 100 | 21                |            |
| Włochy          | Top 100 Singles | 28                |            |
| Szwajcaria      | Singles Top 50  | 36                |            |
| Niemcy          | Top 100 Singles | 66                |            |
| Holandia        | Single Top 100  | 90                |            |